# Rödvingad myrfågel
Rödvingad myrfågel (Phlegopsis erythroptera) är en fågel i familjen myrfåglar inom ordningen tättingar.

## Utseende och läte
Rödvingad myrfågel är en stor och praktfull myrfågel med bar röd hud runt ögat. Hanen är svart med kastanjeröda vingfläckar och vitfjälligt utseende ovan. Honan är kastanjebrun med vita vingband. Liknande svartfläckig myrfågel har olivbruna vingar och ryggen täckt av stora svarta fläckar. Sången består av en serie fallande nasala visslingar.

## Utbredning och systematik
Rödvingad myrfågel delas in i två underarter med följande utbredning:
- Phlegopsis erythroptera erythroptera – sydöstra Colombia till nordöstra Peru, södra Venezuela och nordvästra Amazonområdet i Brasilien
- Phlegopsis erythroptera ustulata – östra Peru, sydvästra Amazonområdet i Brasilien och nordvästligaste Bolivia (nordvästra Pando)

## Levnadssätt
Rödvingad myrfågel bebor undervegetation i fuktiga skogar, men har även noterats i torrare vitsandsskogar. Fågeln söker enbart föda vid svärmande vandringsmyror genom att fånga byten som skräms upp av svärmens framfart.

## Status och hot
Arten har ett stort utbredningsområde, men tros minska i antal, dock inte tillräckligt kraftigt för att den ska betraktas som hotad. Internationella naturvårdsunionen IUCN listar arten som livskraftig (LC).